# Ectenessa guttigera
Ectenessa guttigera là một loài bọ cánh cứng trong họ Cerambycidae.